# Yair Nehorai
Yair Nehorai (n. 19??) es un abogado y escritor israelí, conocido por su novela Hijo talibán (hebreo: וַתְּהִי - לִי אִמִּי קִבְרִי, el título hebreo se toma de Jeremías 20:17) y por representar una serie de casos de alto perfil que implicaron a los grupos religiosos más extremistas de Israel.
Su novela, Hijo talibán (publicado por Steimatzky en 2011), se basa libremente en el famoso caso "Madre talibán", en el que Nehorai representó tanto al hijo y al marido de la jefa de un grupo extremista judío, acusado de abuso infantil.